# Col·lectiu Dostopos
Col·lectiu Dostopos (Barcelona, 2004) és un projecte simbiòtic de vídeo creació de dues alumnes de l'Escola Superior de Cinema i Audiovisuals de Catalunya, Ana Pfaff i Ariadna Ribas.

## Biografia
Ariadna Ribas i Ana Pfaff es van conèixer a l'ESCAC on van fer-se amigues degut als seus punts de vista similars respecte a l'escola on estudiaven, la manera de comprendre el cinema i de fer art en general.
Descobrir que compartien afinitats va ser el punt de partida per començar a treballar. Així doncs, van decidir crear un equip, Dostopos, per donar 'regna solta' a les seves inquietuds allunyades de l'academicisme i les normes establertes dins de l'entorn formatiu. En aquest sentit, creen en el seu taller, un espai d'experimentació en que poder dur a terme els seus projectes, fora de l'àmbit comercial, sentint-se lliures en la seva creativitat i expressió artística. Mitjançant la tècnica del muntatge, la recol·lecció i reinterpretació d'imatges, les seves creacions adquireixen el valor de l'espontaneïtat, un punt amateur que es nodreix d'experiències personals i que resulta de la combinació del treball artesanal i les tècniques digitals.
Ambdues artistes provenen del camp del muntatge audiovisual, encara que dins del projecte Dostopos, exerceixen també com a realitzadores i creadores. El seu treball es caracteritza pel muntatge com a base tècnica i fan servir la tècnica del metratge apropiat.
Inicien el seu treball en aquesta línia artística, que és una mena de collage, en què reutilitzen, munten i manipulen imatges d'arxiu. A partir d'aquí, coneixen i entaulen amistat amb el grup The Linn Youki Project, qui els proposa fer els audiovisuals per als seus concerts. Ambdues autores afirmen que, amb el temps, s'han tornat més puristes i cada cop treballen menys amb material aliè, no tan sols per un tema de drets, sinó també per fugir de banalitzar aquest material. A base d'excavar en arxius d'imatges, han desenvolupat un univers visual particular (en el qual destaca, a pesar de la seva varietat i eclecticisme, la recuperació de materials d'altres temps), amb el cos humà com a eix principal i el seu moviment com a tema a explorar a través d'insospitades coreografies.

## Influències
A partir dels anys 1970, diversos artistes audiovisuals surten del món del cinema i comencen col·laborar amb grups musicals, principalment, punks i new wave. S'hi troben autors que ja havien treballat amb material d'arxiu i que continuaran utilitzant aquesta pràctica en els seus videoclips, tal és el cas de J. X. Williams o Bruce Conner i la seva obra Mongoloid de Devo. Actualment, gràcies a l'arribada de Internet, grups musicals petits s'han llançat a la producció independent de videoclips, pels portals com YouTube o Myspace. Aquest fet, unit a la utilització del videoclip, ja no tan sols com un element de promoció, sinó com un producte amb una qualitat artística en si mateix, ha fet que molts realitzadores audiovisuals treballen en aquest camp, com és el cas de Dostopos.
Metratge apropiat és un punt de partida des d'on treballar. Ja no es tracta de filmar i crear noves imatges, sinó de fer servir material provinent de distintes fonts (pel·lícules històriques, pornogràfiques, familiars, imatges televisives, d'arxiu, etc.). Reutilitzen aquestes imatge i les donen un sentit diferent de l'original. L'univers de Dostopos és un 'calaix desastre' en el qual bussegen i escodrinyen aquesta tècnica, que ha donat peu a altres treballs audiovisuals en els que recreen la realitat sonora.
Dostopos mostra un clar interès pel cinema experimental, pel seu caràcter marcadament plàstic i el seu gust pel moviment dels cossos. El musical i l'experimentació amb els formats, com a influència, els dona un caràcter eclèctic i alhora molt personal. Han desenvolupat un univers visual particular en el qual utilitzen imatges de YouTube, fragments de sèries de televisió, filmacions de súper 8 i molt material més. Amb tot això, s'endinsen en un món en el qual la dansa, la música i el muntatge és mesclen. Els seus videoclips, videoprojeccions i collages animats exploren sovint la relació entre imatge i música, entre cos i moviment o entre els formats analògic i digital.

## Obres
Entre els diferents treballs de Dostopos cal destacar Calypso Dendrita, projecte en el qual van participar David Domingo (Stanley Sunday), especialitzat en el format super 8 per crear filmacions de ritme trepidant i accions delirants. Aquest projecte conjunt es va presentar el Maig de 2012 al 'Centro de Arte 2 de Mayo'. A més, Dostopos ha col·laborat en nombroses ocasions amb Repetidor Arxivat 2015-04-11 a Wayback Machine., un segell discogràfic amb el que comparteix aquesta necessitat d'allunyar-se d'allò més comercial i apostar per una manera més propera de fer les coses.
- USTED ESTÁ AQUÍ (2012, videoclip collage).
- ELLA ESTÁ EN UN PUNTO (2011, videoclip collage).
- LA PERLA (2014, videoclip collage).
- I WAS WRIGHT (2012, videoclip s8).
- OVER (2010, videoclip s8).
- TECHNO (2011, videoclip found footage).
- ARA JA ESTÀ (2010, videoclip collage).
- APLAUSO (2009, videoclip s8).

El treball de Dostopos s'ha pogut veure al Festival Loop de Barcelona, el CCCB, al CA2M de Madrid o a la Mostra de Cinema Perifèric {S8} de la Corunya.